# Legends Tour 2010
De Legends Tour 2010 was het elfde seizoen van de Legends Tour. Er stonden vier officieuze toernooien op de kalender.

## Kalender
| Datum | Datum | Toernooi                             | Stad                 | Winnaar            | Score | Score | Info                                   |
| ----- | ----- | ------------------------------------ | -------------------- | ------------------ | ----- | ----- | -------------------------------------- |
| 24-04 | 25-04 | Women's Senior National Invitational | Tucson, Arizona      | Nancy Scranton     | 69    | –4    |                                        |
| 08-08 | 09-08 | Wendy's Charity Classic              | Jackson, Michigan    | Cindy Figg-Currier | 140   | –4    |                                        |
| 03-09 | 05-09 | Handa Cup                            | Rye, New Hampshire   | Team USA           | 27-21 | 27-21 | Verliezer: World Team (landcompetitie) |
| 19-11 | 21-11 | Legends Tour Open Championship       | Palm Harbor, Florida | Rosie Jones        | 135   | –9    |                                        |

| Major |  | po = winnares na play-off |

2000 ·
2001 ·
2002 ·
2003 ·
2004 ·
2005 ·
2006 ·
2007 ·
2008 ·
2009 ·
2010 ·
2011 ·
2012 ·
2013 ·
2014 ·
2015